# Quantenstatistik
Die Quantenstatistik wendet zur Untersuchung makroskopischer Systeme die Methoden und Begriffe der klassischen statistischen Physik an und berücksichtigt zusätzlich die quantenmechanischen Besonderheiten im Verhalten der Teilchen. Sie geht davon aus, dass sich das System in einem Zustand befindet, der nur durch makroskopische Größen bestimmt ist, aber durch eine große Anzahl verschiedener, nicht näher bekannter, Mikrozustände realisiert sein kann. Jedoch wird das Abzählen der verschiedenen möglichen Mikrozustände dahin gehend abgeändert, dass das Vertauschen zweier gleicher Teilchen keinen verschiedenen Mikrozustand hervorbringt. Damit wird dem besonderen Charakter der Ununterscheidbarkeit identischer Teilchen Rechnung getragen. Außerdem werden für die Energien der Zustände einzelner Teilchen nur die quantenmechanisch möglichen Werte zugelassen.
Wie die Quantenmechanik berücksichtigt auch die Quantenstatistik die folgende doppelte Unkenntnis:
1. Kennt man den Zustand eines Systems genau – liegt also ein reiner Zustand vor – und ist dieser  kein Eigenzustand der Observablen, so kann man den Messwert einer Einzelmessung dennoch nicht exakt vorhersagen.
2. Kennt man den Zustand des Systems nicht genau, so muss von einem gemischten Zustand ausgegangen werden.

## Erklärung
Liegt das System in einem Zustand vor, der durch einen Vektor {\displaystyle |\psi \rangle } des Hilbertraums oder durch eine Wellenfunktion {\displaystyle \psi )} gegeben ist, spricht man von einem reinen Zustand. In Analogie zum klassischen Ensemble werden meist Ensembles verschiedener reiner Zustände {\displaystyle |\psi _{n}\rangle } betrachtet, die Zustandsgemische  (auch semantisch weniger präzise als gemischten Zustände bezeichnet). Diese werden beschrieben durch den Dichteoperator (auch statistischer Operator, Zustandsoperator oder Dichtematrix genannt):
{\displaystyle \rho =\sum _{n}\;\;p_{n}|\psi _{n}\rangle \langle \psi _{n}|}.
Er beschreibt, mit welchen reellen Wahrscheinlichkeiten {\displaystyle p_{n}\!\,} sich das System in den einzelnen reinen Zuständen befindet.
Die Überlagerung ist inkohärent. Dies drückt sich darin aus, dass der Dichteoperator von Phasenbeziehungen zwischen den Zuständen {\displaystyle |\psi _{n}\rangle } unabhängig ist. Etwaige komplexe Phasenfaktoren, die sich bei kohärenter Überlagerung auswirken würden, heben sich in den Projektionsoperatoren {\displaystyle {\hat {P}}_{n}=|\psi _{n}\rangle \langle \psi _{n}|} heraus. 
Eine Folge ist, dass Vorgänge, bei denen Kohärenz wichtig ist, z. B. Quantencomputing oder Quantenkryptographie, nicht leicht im Rahmen der Quantenstatistik beschrieben werden können bzw. durch thermodynamische Effekte erschwert werden.

### Ununterscheidbare Teilchen
Die Existenz identischer Teilchen ist für die Quantenstatistik von fundamentaler Bedeutung. Identische Teilchen sind Quantenobjekte, die sich durch keine Messung unterscheiden lassen; d. h., der für die Quantenphysik grundlegende Hamiltonoperator des Systems (siehe z. B. Mathematische Struktur der Quantenmechanik) muss symmetrisch in den Teilchenvariablen sein, z. B. in den Orts- und Spinfreiheitsgraden des einzelnen Teilchens. Die Vielteilchen-Wellenfunktion {\displaystyle \psi (1,2,\ldots ,N)} muss also unter Vertauschung bis auf einen Faktor vom Betrag 1  gleich bleiben, jeder Operator {\displaystyle A} einer Observable kommutiert mit jeder Permutation {\displaystyle P} der identischen Teilchen:
{\displaystyle \left[A,P\right]=0}
Da jede Permutation aus Transpositionen {\displaystyle \tau _{ij}} zusammengesetzt werden kann und {\displaystyle \tau _{ij}^{2}=1} gilt, ist es sinnvoll nur total symmetrische ({\displaystyle \tau _{ij}=1}) oder total antisymmetrische ({\displaystyle \tau _{ij}=-1}) Vielteilchenzustände zu betrachten:
{\displaystyle \tau _{ij}|\ldots ,i,\ldots ,j\ldots \rangle =|\ldots ,j,\ldots ,i,\ldots \rangle =\pm |\ldots ,i,\ldots ,j,\ldots \rangle }.
Mit anderen Worten: für symmetrische Vielteilchenzustände identischer Teilchen bleibt bei Vertauschen zweier beliebiger Teilchen das Vorzeichen der Gesamtwellenfunktion erhalten, bei antisymmetrischen Vielteilchenzuständen wechselt es.
Das Experiment zeigt, dass die Natur tatsächlich nur solche Zustände realisiert, was am Fehlen von Austauschentartung erkennbar ist. Man bezeichnet diese Tatsache auch als Symmetrisierungspostulat.

## Bosonen und Fermionen

### Allgemeines
Die Wahrscheinlichkeiten {\displaystyle p}, mit denen ein Vielteilchensystem auf seine einzelnen reinen Zustände verteilt ist, beschreibt für Bosonen die Bose-Einstein-Statistik und für Fermionen die Fermi-Dirac-Statistik.
Dabei sind Bosonen Teilchen mit ganzzahligem, Fermionen mit halbzahligem Spin, jeweils gemessen in Einheiten von {\displaystyle \hbar =h/(2\pi )} (reduzierte Planck-Konstante). Außerdem ist die Wellenfunktion der Bosonen symmetrisch und diejenige der Fermionen antisymmetrisch.
Diese Verknüpfung des Teilchenspins mit der Symmetrie der Wellenfunktion bzw. dem Vorzeichen der Wellenfunktion bei Vertauschung zweier Teilchen wird als Spin-Statistik-Theorem bezeichnet. Es wurde von Wolfgang Pauli aus allgemeinen Prinzipien der relativistischen Quantenfeldtheorie bewiesen.
In zwei Dimensionen ist auch ein Phasenfaktor {\displaystyle \mathrm {e} ^{i\phi }} bei Vertauschung denkbar, diese Teilchen werden Anyonen genannt, bisher aber nicht beobachtet. Bei Anyonen können rationale Zahlen für den Spin auftreten.
Beispiele für quantenstatistische Effekte, d. h. Effekte, bei denen die Vertauschungseigenschaften der Gesamtwellenfunktion eine entscheidende Rolle spielen, sind:
- für Bosonen
  - Bose-Einstein-Kondensation
  - Supraleitfähigkeit (Cooper-Paare als Bosonen)
  - Suprafluidität
  - Hohlraumstrahlung schwarzer Körper.
- für Fermionen
  - Wärmekapazität von Festkörpern
  - Bänderstruktur von Metallen und Halbleitern,
  - Widerstand von weißen Zwergen und Neutronensternen gegenüber der Eigengravitation.

### Zusammenhang mit dem Drehverhalten der Wellenfunktion
Auch das Drehverhalten der Wellenfunktion ist in diesem Zusammenhang interessant: bei einer räumlichen Drehung um 360° ändert sich die Wellenfunktion {\displaystyle \psi (1,2,\ldots ,N)} für Fermionen nur um 180°:
{\displaystyle \psi (1,2,\ldots ,N)\mapsto \mathrm {e} ^{i\pi }\psi (1,2,\ldots ,N)=-\psi (1,2,\ldots ,N)},
während sie sich für Bosonen reproduziert:
{\displaystyle \psi (1,2,\ldots ,N)\mapsto \mathrm {e} ^{i2\pi }\psi (1,2,\ldots ,N)=+\psi (1,2,\ldots ,N)}.
Durch eine solche 360°-Drehung kann die Vertauschung zweier Teilchen erfolgen: Teilchen 1 bewegt sich zum Ort 2, z. B. auf der oberen Hälfte einer Kreislinie, während Teilchen 2 sich zum leer gewordenen Ort von 1 auf der unteren Halbkreislinie bewegt, um ein Zusammentreffen zu vermeiden. Das Ergebnis der Permutationsgleichung passt also zum ungewöhnlichen Drehverhalten fermionischer Wellenfunktionen (mathematische Struktur: siehe Doppelgruppe SU(2) zur gewöhnlichen Drehgruppe SO(3)).

### Statistik idealer Quantengase
Zur Herleitung der Statistik idealer Quantengase betrachten wir ein
System im großkanonischen Ensemble, d. h. das betrachtete System
sei an ein Wärmebad und an ein Teilchenreservoir angekoppelt. Die großkanonische
Zustandssumme ist dann gegeben durch
{\displaystyle Z_{G}=\mathrm {Tr} \,\mathrm {e} ^{-\beta ({\hat {H}}-\mu {\hat {N}})}\,,}
wobei {\displaystyle \mathrm {Tr} } die Spurbildung, {\displaystyle {\hat {H}}} der Hamilton-Operator und {\displaystyle {\hat {N}}}
der Teilchenzahloperator ist. Die Spur lässt sich am einfachsten mit
gemeinsamen Eigenzuständen zu beiden Operatoren ausführen. Dies erfüllen
die sog. Fockzustände {\displaystyle |n_{1},n_{2},\ldots ,n_{\nu },\ldots \rangle }.
Dabei ist {\displaystyle n_{\nu }} die Besetzungszahl des {\displaystyle \nu }-ten Eigenzustands.
Dann schreibt sich die Zustandssumme als
{\displaystyle Z_{G}=\sum _{N}\sum _{E}\mathrm {e} ^{-\beta (E-\mu N)}\,}
Dabei hängt die Energie {\displaystyle E} von der Gesamtteilchenanzahl {\displaystyle N=\Sigma _{\nu }n_{\nu }}
und der Besetzung der jeweiligen Eigenzustände ab. Der {\displaystyle \nu }-te Eigenzustand
habe die Energie {\displaystyle \varepsilon _{\nu }}. Dann bedeutet eine {\displaystyle n_{\nu }}-fache
Besetzung des {\displaystyle \nu }-ten Eigenzustandes einen Energiebeitrag von {\displaystyle E_{\nu }=n_{\nu }\varepsilon _{\nu }}
und Gesamtenergie {\displaystyle E} von {\displaystyle E_{N}=\Sigma _{\nu }E_{\nu }}. Somit lautet
die Zustandssumme
{\displaystyle {\begin{aligned}Z_{G}&=\sum _{N=0}^{\infty }\sum _{\{n_{\nu }\in I|\Sigma _{\nu }n_{\nu }=N\}}\mathrm {e} ^{-\beta \sum _{\nu }(\varepsilon _{\nu }-\mu )n_{\nu }}\,\\&=\sum _{N=0}^{\infty }\sum _{\{n_{\nu }\in I|\Sigma _{\nu }n_{\nu }=N\}}\prod _{\nu }\mathrm {e} ^{-\beta (\varepsilon _{\nu }-\mu )n_{\nu }}\,\end{aligned}}}
Die zweite Summe läuft über alle möglichen Besetzungszahlen {\displaystyle n_{\nu }\in I}
({\displaystyle I=\{0,1\}} für Fermionen, bzw. {\displaystyle I=\mathbb {N} _{0}} für Bosonen),
deren Summe stets die Gesamtteilchenzahl {\displaystyle N} ergibt. Da zusätzlich
über alle Gesamtteilchenzahlen {\displaystyle N} summiert wird, kann man beide
Summen zusammenfassen, indem die Beschränkung in der zweiten Summe
aufgehoben wird:
{\displaystyle Z_{G}=\prod _{\nu }\sum _{n_{\nu }\in I}\mathrm {e} ^{-\beta (\varepsilon _{\nu }-\mu )n_{\nu }}\,}
Die Summe lässt sich für die beiden Teilchensorten auswerten.
Für Fermionen erhält man
{\displaystyle Z_{G}=\prod _{\nu }\sum _{n_{\nu }=0}^{1}\mathrm {e} ^{-\beta (\varepsilon _{\nu }-\mu )n_{\nu }}=\prod _{\nu }\left(1+\mathrm {e} ^{-\beta (\varepsilon _{\nu }-\mu )}\right)\,}
und für Bosonen
{\displaystyle {\begin{aligned}Z_{G}&=\prod _{\nu }\sum _{n_{\nu }=0}^{\infty }\mathrm {e} ^{-\beta (\varepsilon _{\nu }-\mu )n_{\nu }}=\prod _{\nu }\sum _{n_{\nu }=0}^{\infty }\left(\mathrm {e} ^{-\beta (\varepsilon _{\nu }-\mu )}\right)^{n_{\nu }}\\&=\prod _{\nu }{\frac {1}{1-\mathrm {e} ^{-\beta (\varepsilon _{\nu }-\mu )}}}\quad \mathrm {wenn} \quad \beta (\varepsilon _{\nu }-\mu )>0\end{aligned}}\,}
wobei im letzten Schritt die Konvergenz der geometrischen Reihe gefordert
wurde. Mit Kenntnis der großkanonischen Zustandssumme lässt sich auch
das großkanonische Potential
{\displaystyle \Phi (T,V,\mu )\equiv -{\frac {1}{\beta }}\ln Z_{G}}
angeben. Damit lassen sich die thermodynamischen Größen Entropie {\displaystyle S},
Druck {\displaystyle p} und Teilchenzahl {\displaystyle N} (bzw. jeweils die mittleren Größen)
erhalten:
{\displaystyle {\begin{pmatrix}S\\p\\N\end{pmatrix}}=-{\begin{pmatrix}\partial _{T}\\\partial _{V}\\\partial _{\mu }\end{pmatrix}}\Phi (T,V,\mu )\,}
Wir interessieren uns hier für die mittlere Besetzungszahl {\displaystyle \langle n_{j}\rangle }
des {\displaystyle j}-ten Zustandes. Unter Ausnutzung der Relation {\displaystyle \partial \varepsilon _{\nu }/\partial \varepsilon _{j}=\delta _{\nu ,j}} mit dem Kronecker-Delta {\displaystyle \delta _{\nu ,j}} erhält man:
{\displaystyle {\begin{aligned}\langle n_{j}\rangle &={\frac {1}{Z_{G}}}\prod _{\nu }\sum _{n_{\nu }\in I}n_{j}\mathrm {e} ^{-\beta (\varepsilon _{\nu }-\mu )n_{\nu }}\\&={\frac {1}{Z_{G}}}\left(-{\frac {1}{\beta }}{\frac {\partial }{\partial \varepsilon _{j}}}\right)\underbrace {\prod _{\nu }\sum _{n_{\nu }\in I}\mathrm {e} ^{-\beta (\varepsilon _{\nu }-\mu )n_{\nu }}} _{=Z_{G}}\\&=-{\frac {1}{\beta }}{\frac {\partial }{\partial \varepsilon _{j}}}\ln Z_{G}\end{aligned}}\,}
Das ergibt für Fermionen die Fermi-Dirac-Verteilung
{\displaystyle {\begin{aligned}\langle n_{j}\rangle &=-{\frac {1}{\beta }}{\frac {\partial }{\partial \varepsilon _{j}}}\sum _{\nu }\ln \left(1+\mathrm {e} ^{-\beta (\varepsilon _{\nu }-\mu )}\right)={\frac {\mathrm {e} ^{-\beta (\varepsilon _{j}-\mu )}}{1+\mathrm {e} ^{-\beta (\varepsilon _{j}-\mu )}}}\\&={\frac {1}{\mathrm {e} ^{\beta (\varepsilon _{j}-\mu )}+1}}\end{aligned}}\,}
und für Bosonen die Bose-Einstein-Verteilung
{\displaystyle {\begin{aligned}\langle n_{j}\rangle &=-{\frac {1}{\beta }}{\frac {\partial }{\partial \varepsilon _{j}}}\sum _{\nu }\ln {\frac {1}{1-\mathrm {e} ^{-\beta (\varepsilon _{\nu }-\mu )}}}={\frac {\mathrm {e} ^{-\beta (\varepsilon _{j}-\mu )}}{1-\mathrm {e} ^{-\beta (\varepsilon _{j}-\mu )}}}\\&={\frac {1}{\mathrm {e} ^{\beta (\varepsilon _{j}-\mu )}-1}}\end{aligned}}\,}

## Zentrale Anwendungen
Der Formalismus berücksichtigt sowohl die thermodynamischen als auch die quantenmechanischen Phänomene.
Der gerade behandelte Unterschied zwischen Fermionen und Bosonen ist dabei wesentlich: So sind z. B. die quantisierten Schallwellen, die sog. Phononen, Bosonen, während die Elektronen Fermionen sind. Die betreffenden Elementaranregungen liefern in festen Körpern ganz unterschiedliche Beiträge zur spezifischen Wärme: der Phononenbeitrag hat eine charakteristische Temperaturabhängigkeit {\displaystyle \propto T^{3}\,,} während sich der Elektronenbeitrag {\displaystyle \propto T^{1}} verhält, also bei hinreichend tiefen Temperaturen in allen Festkörpern, in denen beide Anregungen auftreten (z. B. in Metallen), stets der dominierende Beitrag ist.
Für diese und ähnliche Probleme kann man oft auch Methoden der Quantenfeldtheorie anwenden, z. B. Feynman-Diagramme. Auch die Theorie der Supraleitung kann man so behandeln.